# Федр (епікуреєць)
Федр (грец. Φαῖδρος; 138 р. до н.е. — 70/69 р. до н.е.) — лідер епікурейської школи в Афінах після смерті Зенона Сидонського (бл. 75 р. до н.е.), який протримався на цій посаді рекордно короткі шість років.
Він був сучасником Цицерона, який у молодості познайомився з ним у Римі. Під час свого перебування в Афінах (80 р. до н.е.) Цицерон відновив це знайомство. Федр на той час вже був літнім чоловіком. Ферд також знаходився у дружніх стосунках з Аттиком, який, на думку Цицерона в De Natura Deorum, також був відданим прибічником епікуреїзму.
Цицерон писав Аттику про бажання отримати твір Федра "Про богів" (давн.-грец. Περὶ ϑεῶν), який надалі використовував при складанні першої книги De Natura Deorum. В цій роботі були викладені концепції епікурейців і більш ранніх філософів.